# Санкт-Петербургская Римско-католическая семинария

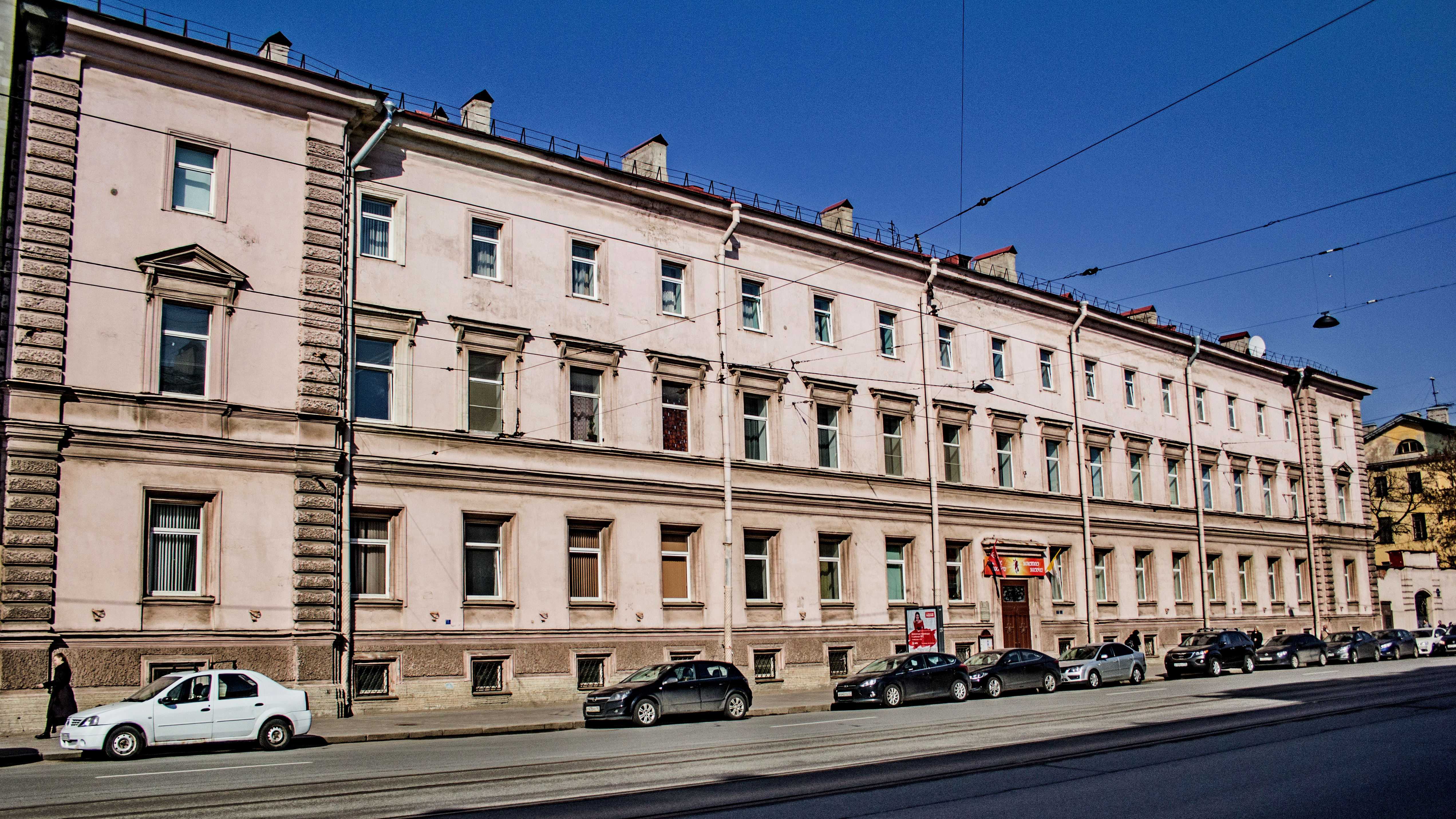
Здание семинарии на 1-й Красноармейской улице.

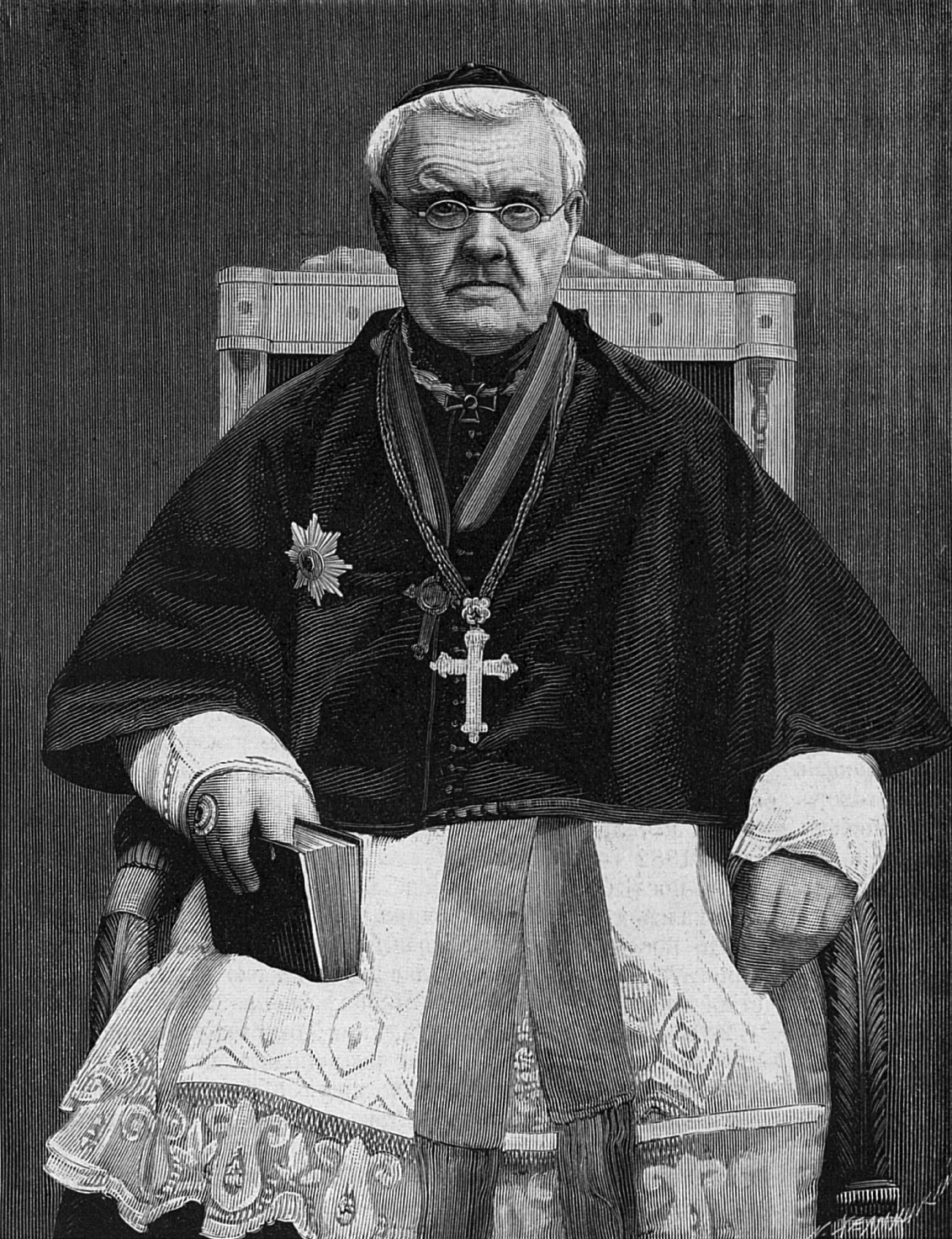
Митрополит Антоний Фиалковский, главный инициатор создания семинарии

Санкт-Петербургская Римско-католическая духовная семинария — католическая высшая духовная семинария в Санкт-Петербурге, существовавшая в 1879—1918 годах. Функционировала как епархиальная семинария Могилёвской митрополии с фактическим центром в Санкт-Петербурге.

## История
Существовавшие к середине XIX века католические семинарии Российской империи находились в западных епархиях на территории современных Польши, Литвы, Западной Белоруссии и Западной Украины, а также в Саратове (саратовская семинария открыта в 1857 году и готовила священников для служения в Тираспольской епархии). Сложилась парадоксальная ситуация, когда единственной католической епархией империи без собственной семинарии была главная — Могилёвская архиепархия с центром в Санкт-Петербурге. Кандидаты с территории Могилёвской митрополии могли получить духовное образование только в столичной Императорской Римско-католической духовной академии, но количество мест в ней было ограничено, для поступления туда нужно было получить специальное разрешение властей. Кроме того, духовная академия предлагала слушателям более углублённый курс обучения, видя своей главной задачей скорее подготовку кандидатов на руководящие должности в Католической церкви Российской империи, чем обычных приходских священников.
В 1859 году к министру внутренних дел С. С. Ланскому с прошением об открытии в Санкт-Петербурге католической семинарии обратился митрополит Вацлав Жилиньский, но получил отказ. Его преемник Антоний Фиалковский продолжал настойчивые попытки получить от властей разрешение, но лишь в 1872 году министр А. Е. Тимашев признал необходимость существования семинарии в Могилёвской архиепархии. Ещё несколько лет ушло на согласования, подготовку документов, споры вокруг программы и поиск здания. В итоге семинария была размещена в находившемся в ведении Департамента духовных дел иностранных исповеданий Министерства внутренних дел на Екатерингофском проспекте (ныне проспект Римского-Корсакова) в доме 49. 
14 ноября 1877 года буллой Ex parte imperiali  создание семинарии одобрил Папа Пий IX. 
16 июня 1879 года устав семинарии был утверждён императором Александром II. В том же году семинария начала работу. Ректором был назначен прелат  Кароль Гриневецкий. На первый курс было зачислено 12 студентов, в их числе будущий Слуга Божий Антоний Малецкий. Среди пятнадцати преподавателей семинарии было семь лиц духовного звания и восемь светских.  
Ежегодно в семинарию поступало по 20-30 кандидатов. Был введён пятилетний курс обучения, причём первые два года изучались только общеобразовательные предметы, среди которых особое внимание уделялось языкам — русскому, французскому, немецкому, латыни и греческому, а заключительные три года были отведены под теологические науки и изучение Святого Писания. Программа обучения была типичной для европейских католических семинарий того времени и включала в себя христианскую философию, основное, догматическое, нравственное и пастырское богословие, гомилетику, литургику, Ветхий и Новый завет, каноническое право, историю Церкви. Российской спецификой были предметы по истории России, русской литературе, российскому законодательству. Различные лекции преподаватели читали на латыни, русском и польском языках. Учебники по богословским дисциплинам были, в основном, на латыни и польском. 
В 1902 году семинария переехала в перестроенное здание архиепархиального дома на улице 1-й Роты Измайловского Полка (совр. 1-я Красноармейская улица), примыкающее к собору Успения Девы Марии, а епархиальное правление переехало во дворец архиепископа на Фонтанке (ныне музей-усадьба Державина).
За 37 лет своего существования в семинарии обучалось 997 студентов, около 700 из них успешно окончили учебное заведение и стали священниками. Среди выпускников семинарии были К. Будкевич, Ф. Абрантович, Ф. Будрис, Я. Тройго, П. Хомич, А. Цикото, А. Лещевич, Т. Матулёнис. Значительное количество выпускников семинарии погибли в ходе репрессий в СССР или много лет провели в лагерях.
В сентябре 1917 года семинаристы уже не смогли приступить к занятиям, а в 1918 году здание семинарии было отобрано властью. В 20-е годы трижды предпринимались попытки открыть нелегальные семинарии на квартирах священников, большую роль в их организации играл епископ Малецкий, но в 1923, 1927 и 1930 годах эти попытки пресекались советскими властями, многие священники и семинаристы нелегальных семинарий были репрессированы.
В 1993 году архиепископ Тадеуш Кондрусевич подписал указ о восстановлении в России католической семинарии, которая получила имя Мария — Царица Апостолов. Первоначально семинария располагалась в Москве, но после возвращения Католической церкви исторического здания семинарии в Петербурге в 1995 году, семинария переехала в него.

## Ректоры
1879 – 1883 прелат Кароль Гриневецкий
1883 – 1903 каноник Витольд Эрдман
1903 – 1910 каноник Августин Лосинский
1910 – 1918 прелат Игнатий Балтрушис
1921 – 1925 прелат Антоний Малецкий (подпольно)